# Konservendose

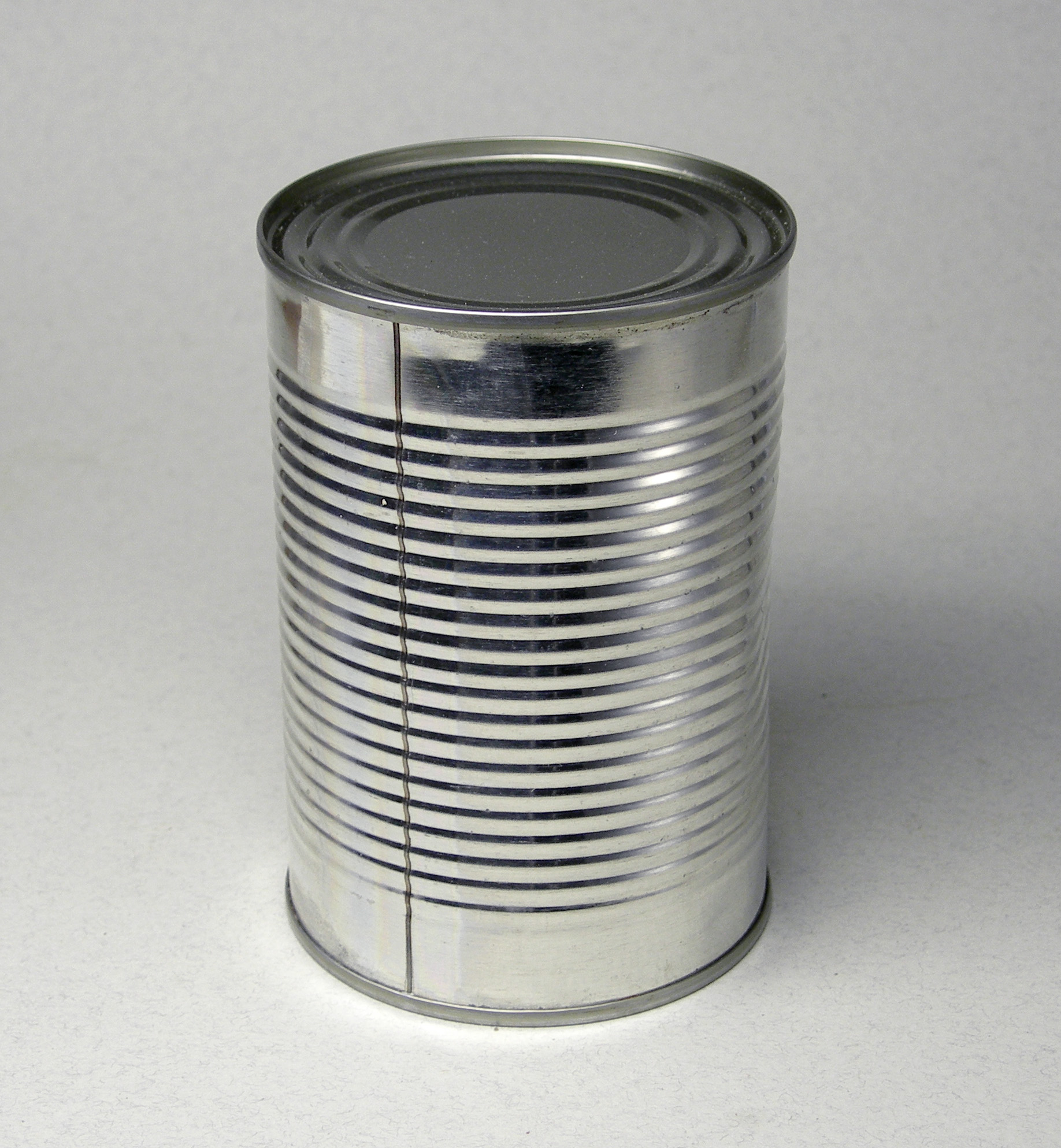
Dreiteilige Konservendose mit zur Versteifung gesicktem Dosenkörper (Zarge) und geschweißter Längsnaht

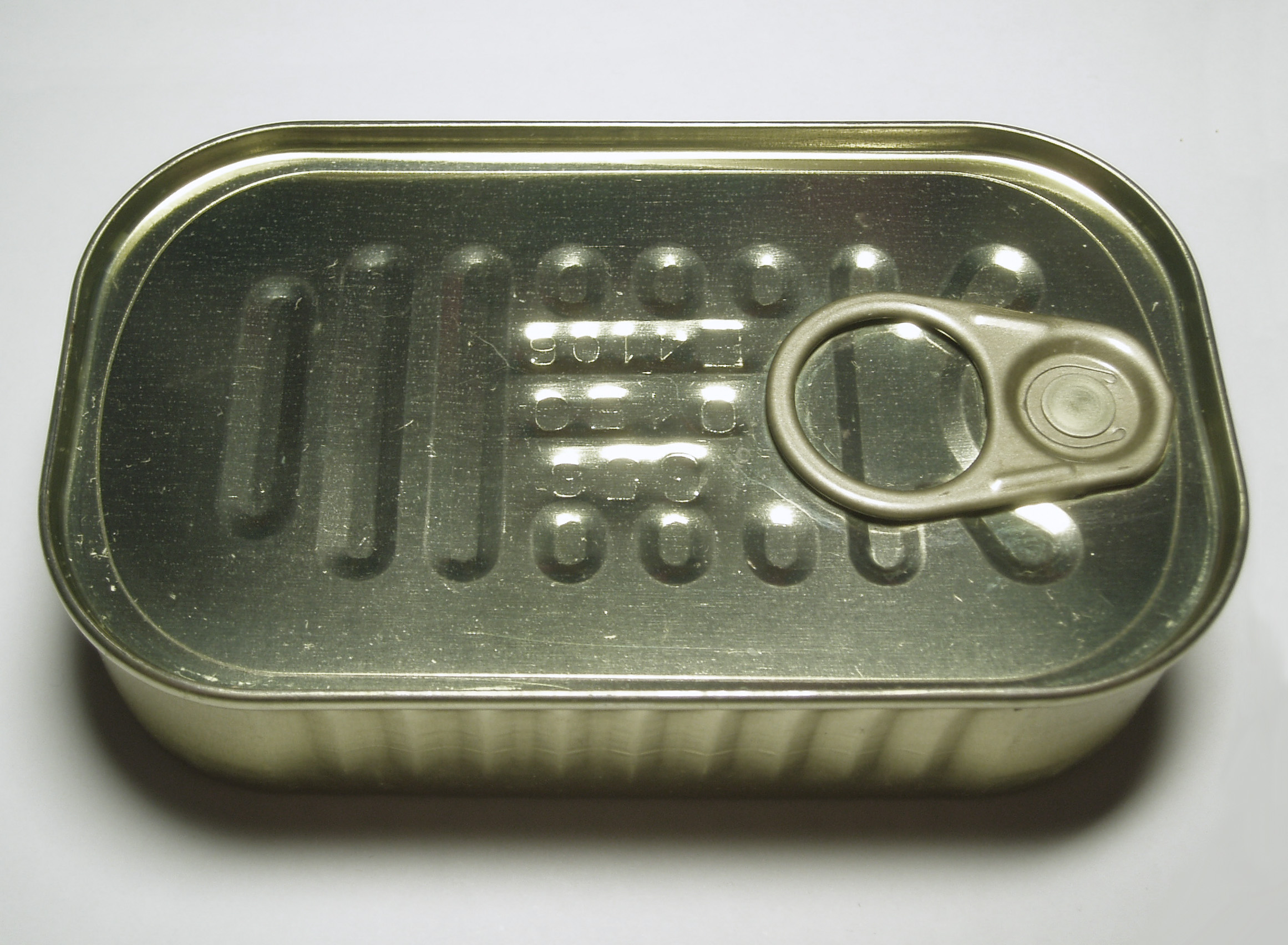
Zweiteilige (tiefgezogene) Konservendose aus Weißblech mit Aufreißdeckel; solche Dosen gibt es auch aus Aluminium.

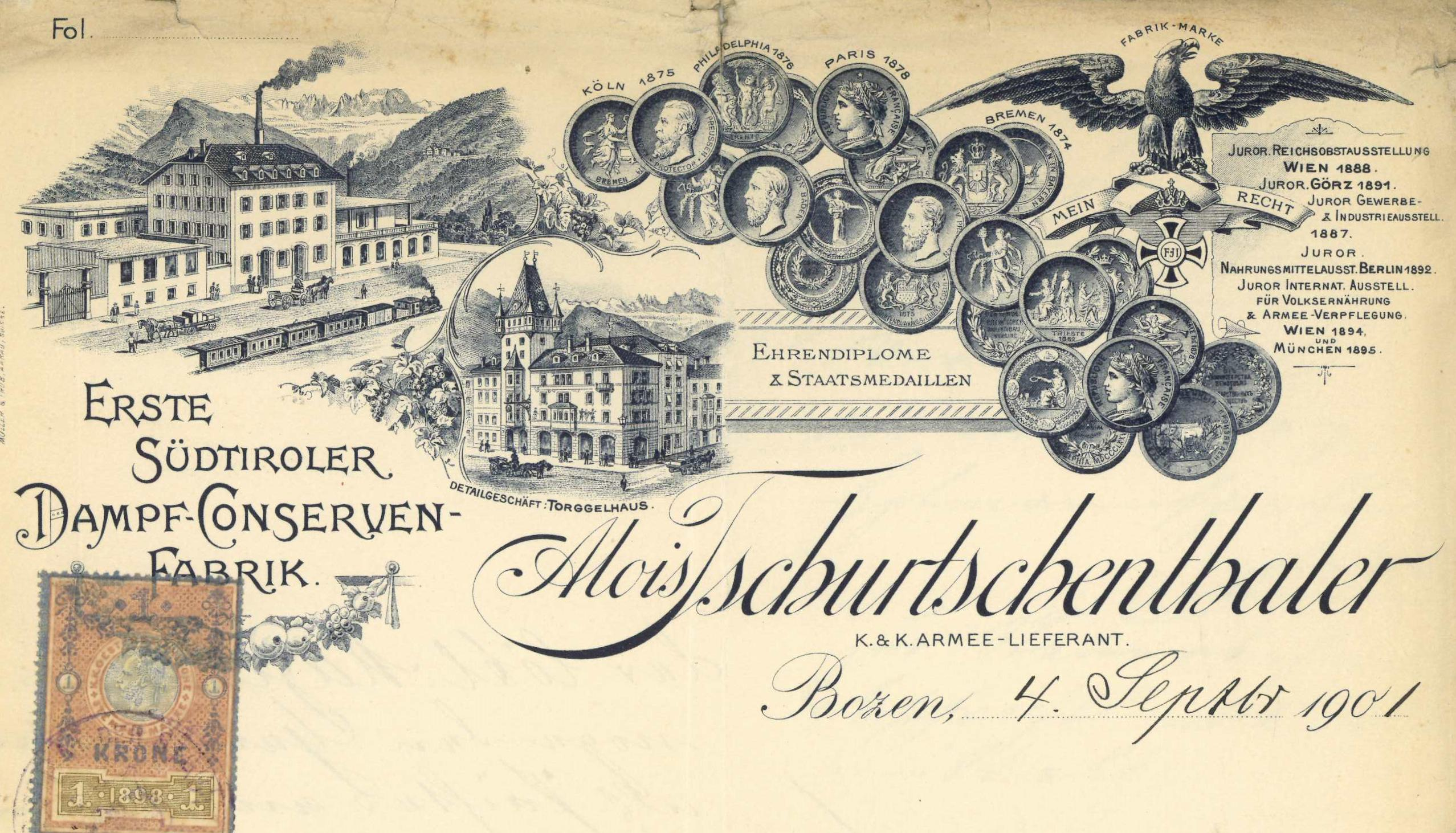
Historischer Briefkopf der Konservenfabrik Tschurtschenthaler aus Bozen, 1901

Konservendosen (auch (Konserven-)Büchse) sind Dosen für die Langzeitaufbewahrung von verderblichen Stoffen, wie z. B. Nahrungsmitteln. Der Begriff der „Konserve“ (von lateinisch conserva) bedeutete ursprünglich eine mit Honig oder Zucker haltbar gemachte Arznei. (Siehe auch: Konservierung.) Die mit technischen Mitteln abgedichtete Dose schützt ihren Inhalt bei Lagerung und Transport vor Schmutz, Mikroorganismen und Luftsauerstoff.
Im Vergleich zum Konservenglas sind sie leichter und nicht zerbrechlich. Sie sind aus Blech, z. B. Weißblech oder Aluminium, gefertigt und werden nach dem Befüllen durch Verlöten oder Bördeln abgedichtet. Einmal geöffnet, lassen sie sich nicht wieder dicht  verschließen.

## Geschichte
Im Jahr 1795 setzte Napoleon Bonaparte, nachdem er zum kommandierenden General der französischen Heimatarmee ernannt worden war, einen Preis von 12.000 Goldfranc für ein Verfahren aus, mit dem man Nahrungsmittel haltbar machen und die Soldaten ohne Plünderungen ernähren konnte.
Die Idee, Nahrungsmittel in luftdicht verschlossenen Behältnissen zu erhitzen und dadurch zu konservieren, hatte der Pariser Konditor und Zuckerbäcker Nicolas Appert. Er verwendete Glasflaschen. Diese Methode wurde von der französischen Marine geprüft und Appert bekam das Geld 1810 ausgezahlt, für  „Die Kunst alle animalischen und vegetabilischen Substanzen nämlich alle Gattungen Fleisch, Geflügel, Wildpret, Fische, Zugemüse, Kuchen – Arzneygewächse, Früchte, Sulzen, Säfte; ferner Bier, Kaffe, Thee u.s.w. in voller Frische, Schmackhaftigkeit und eigenthümlicher Würze mehrere Jahre zu erhalten.“ Der britische Kaufmann Peter Durand kam 1810 auf die Idee, die Methode von Appert mit Blechkanistern umzusetzen, und erfand damit die Konservendose. Diese Erfindung wurde am 25. August 1810 patentiert. Es gibt jedoch auch Berichte, dass der Franzose Philippe Henri de Girard die Konservendose entwickelte und Peter Durand nur als Patentagent auftrat. Durand produzierte selber keine Konservendosen, das geschah erstmals durch die Briten Bryan Donkin und John Hall, die 1813 eine Konservenfabrik eröffneten und die britische Armee belieferten.
In Deutschland produzierte der Klempner Heinrich Züchner 1830 in Seesen die ersten Konservendosen.
Als eine Abart der Konservendosen entstanden in den USA seit den 1930er Jahren die seitdem mehr und mehr spezialisierten Getränkedosen, hauptsächlich für Bier und Softdrinks.
Mit der Geschichte der Konservendosenindustrie, speziell der norwegischen, beschäftigt sich das 1982 gegründete Norwegische Konservendosenmuseum in Stavanger.

## Technischer Aufbau
Vor allem Weißblech und Aluminiumblech werden als Material für Konservendosen verwendet. Weißblech ist ein dünnes Stahlblech mit einer Dicke von bis zu 0,49 Millimetern, dessen Oberfläche durch ein Schmelztauchverfahren oder elektrolytisch mit Zinn beschichtet wurde, um den Stahl vor Korrosion zu schützen. Etwa 70 Prozent des hergestellten Weißblechs werden im Lebensmittelbereich für die Herstellung von Konservendosen und Getränkedosen verwendet. In neuerer Zeit wird dafür auch chromatiertes (elektrolytisch verchromtes) Stahlblech verwendet.
Dreiteilige Konservendosen bestehen aus dem röhrenförmigen und an der Längsnaht geschweißten oder gebördelten (und eventuell zusätzlich gelötetem) Dosenkörper (der „Zarge“) und den beiden Deckeln. Zweiteilige Konservendosen bestehen aus dem tiefgezogenen (und eventuell zusätzlich abgestreckten) Dosenkörper und dem Deckel.
Frühe Konservendosen wurden durch Verlöten mit Blei verschlossen. Das konnte unter ungünstigen Umständen zu einer Bleivergiftung nach dem Verzehr des Inhalts führen. Bekannt geworden ist vor allem die Arktisexpedition des Briten Sir John Franklin von 1845 bis 1848, deren Mitglieder nach drei Jahren Dosennahrung an schwerer Bleivergiftung litten. Bei der Tragödie im Svenskhuset auf Spitzbergen 1872/1873, ebenfalls in der Arktis, wurde auch Dosennahrung mit zu hoher Bleikonzentration als Todesursache von 17 norwegischen Robbenjägern festgestellt.
Heutige Dosen sind auf der Innenseite gewöhnlich mit Kunststoff  auf Basis von Polyester, Epoxydharzen oder Organosolen überzogen. Vor der Einführung des Kunststoffüberzugs war das Umfüllen des Inhalts in andere Gefäße erforderlich, da nach Luftzutritt durch Öffnen das Metall der Doseninnenseite mit dem ggf. sauren Doseninhalt reagierte. Epoxy-Systeme stehen in der Kritik, weil sie geringe Mengen Bisphenol A (Bisphenol-A-Problematik) und andere Stoffe in den Konserveninhalt emittieren. 
Die European Chemicals Agency hat Bisphenol A 2017 als „besonders besorgniserregenden Stoff“ eingestuft.

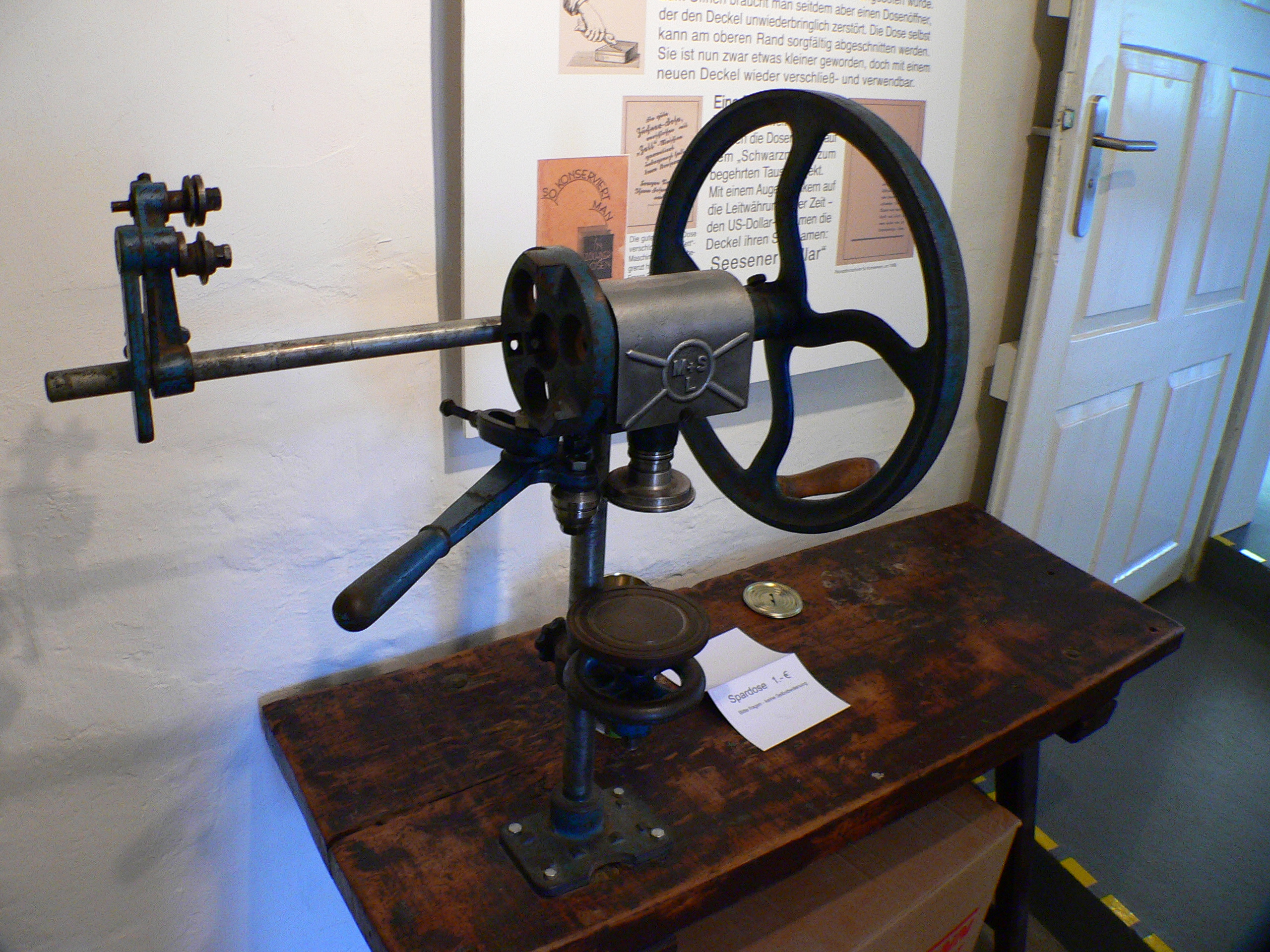
Konservendosen-Verschließmaschine für den Hausgebrauch

Heutzutage werden Konservendosen nach dem Befüllen durch Bördeln luftdicht verschlossen. Dafür sind Dosenverschließmaschinen im Einsatz, die zum Teil über 20 Verschließstationen verfügen. Nach dem Verschließen werden die Dosen in einem Autoklaven pasteurisiert oder sterilisiert, um sie haltbar zu machen.
Eine mögliche Außenlackierung bzw. (Offset-)Bedruckung oder Prägung werden bei größeren Stückzahlen vor der eigentlichen Dosenfertigung auf das Ausgangsmaterial (Blechtafel oder Blechband) aufgebracht. Bei tiefgezogenen Dosen wird der Druck in verzerrter Form aufgebracht, so dass sich nach der Verformung das gewünschte Bild ergibt.
Kleine Stückzahlen von Promotion-Dosen können nachträglich beprägt oder mit Tampondruck bedruckt werden. Neu ist die Laserbeschriftung von verschlossenen Blechdosen.
Sogar mikrowellengeeignete Dosen sind inzwischen verfügbar. Dafür wurde ein Verfahren entwickelt, mit dem ein metallener Dosenkörper mit einem Kunststoffdeckel verbunden werden kann. Durch den Kunststoffdeckel als durchlässiges Fenster für elektromagnetische Mikrowellen gelangt die Energie in die Dose und erhitzt dort den Inhalt.
Manchen Produkten (Erdnüsse, Katzenfutter etc.) werden zum Verschließen zwecks kurzzeitiger Aufbewahrung (nach Entfernen des Aufreißblechs) PE-Deckel beigegeben.

## Verwendung

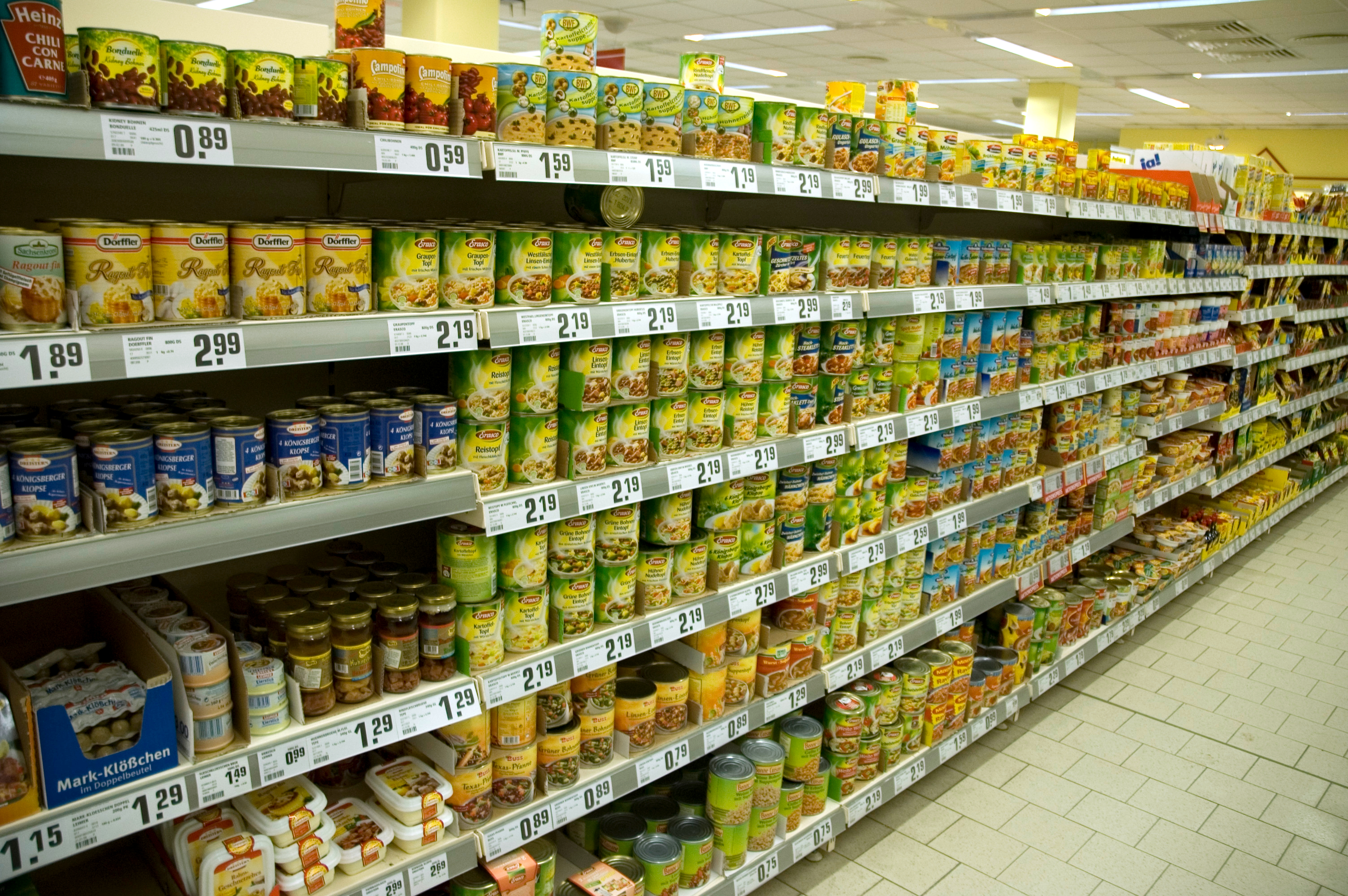
Konservendosen im Supermarkt

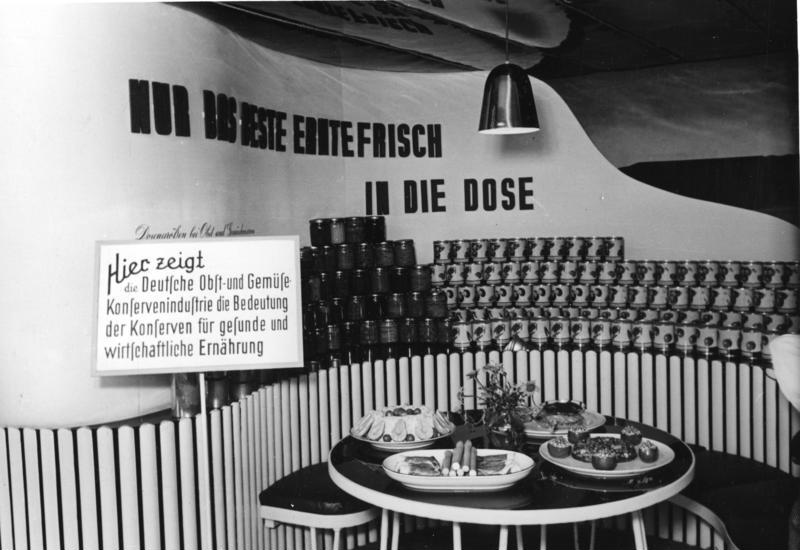
Werbung der Deutschen Obst- und Gemüse-Konservenindustrie auf der ersten Bundesgartenschau (1951)

Typische durch Erhitzen in Konservendosen haltbar gemachte Lebensmittel sind sowohl Obst wie Pfirsiche, Birnen und Ananas, Gemüse, insbesondere Hülsenfrüchte wie gekochte Linsen und Bohnen, Fisch wie Sardinen, Makrelen und Heringe sowie Corned Beef, Wurst, Dauerbrot, als auch Fertiggerichte mit und ohne Fleisch (z. B. Ravioli).
Auch Pulver, zum Beispiel Milchpulver, wird in Konservendosen verpackt. Vor dem Verschließen wird in diesem Fall in der Dose ein Vakuum erzeugt und anschließend Stickstoff als Schutzatmosphäre eingefüllt, um ein Verderben des Inhalts zu verhindern, da Pasteurisieren bei pulverförmigen Produkten nicht möglich ist.
Darüber hinaus werden auch Futtermittel wie Hunde- und Katzenfutter in Konservendosen verpackt.
Sofern die Lebensmittel, wie zum Beispiel Gemüse, frisch verarbeitet und direkt abgefüllt werden, ermöglicht eine Konservendose die Bewahrung von Aroma und ungefähr der Hälfte der Vitamine über etliche Jahre. Die Mindesthaltbarkeit von fünf Jahren erreichen diese jedoch nicht, da der Großteil der Vitamine innerhalb von drei Jahren abgebaut wird.
Bei aufgewölbtem Deckel (Bombage) kann der Inhalt verdorben sein, aufgrund unzureichender Sterilisierung bei der Fertigung. Insbesondere sporenbildende Bakterien, welche schwierig zu unterdrücken sind, können eine lebensbedrohliche Vergiftung (Botulismus) bewirken. Die schwedische Spezialität Surströmming allerdings wird grundsätzlich in Bombagen angeboten.

## Unterteilung nach Haltbarkeit
Bei der Konservierung von Lebens- oder Genussmitteln werden unterschieden:
- Vollkonserven mit unbegrenzter, mindestens zweijähriger Haltbarkeit
- Halbkonserven (Präserven), die durch chemische Zusätze beschränkt haltbar gemacht wurden
- Dreiviertelkonserven, die bis zu zwölf Monate haltbar sind (bei max. 20 °C)

## Dosenöffner

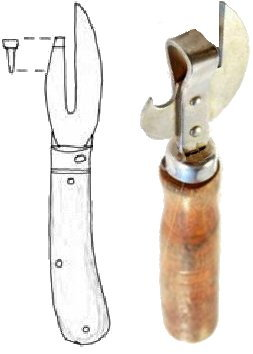
Dosenöffner nach Robert Yeates

Konservendosen wurden anfangs mit dem Beil, Hammer und Meißel oder einem großen Messer aufgebrochen.
Der Brite Robert Yeates erfand im Jahr 1855 einen Dosenöffner.

## Aufreißdeckel
Heute werden Konservendosen oft mit Aufreißdeckeln angeboten. Solche Deckel haben eine Lasche (englisch ring pull, pull-tab) aus Metall, die mit dem Deckel vernietet ist. Das Öffnen erfolgt entlang einer eingebrachten Ritzlinie.
Die Fertigung erfolgt in mehreren Schritten. Zunächst wird ein Deckel aus einer Blechtafel ausgestanzt. Anschließend wird im Anroller die Geometrie des Deckelrandes geformt und in der Gummiermaschine die Dichtungsmasse (Compound) eingebracht. Nach Trocknung des Compounds ist die erste Fertigungsstufe (Shell) fertig. Es handelt sich um einen voll funktionsfähigen Deckel ohne Öffnungsmechanismus. Im letzten Fertigungsschritt wird die Lasche aus schmalen Metallcoils gestanzt und geformt. Aus dem Spiegel des Shells wird eine Blase gezogen und in mehreren Schritten zu einem Zylinder geformt. Gleichzeitig wird der Deckelspiegel mit Sicken versehen. Die vorgefertigte Lasche wird schließlich auf den Zylinder aufgelegt und der Zylinder wird planiert, so dass sich eine Nietung ergibt. Typische Fertigungsgeschwindigkeiten liegen bei 300 bis 500 Hüben pro Minute. Auf mehrbahnigen Anlagen mit bis zu 4 Werkzeugen können so 2000 Deckel pro Minute gefertigt werden. Aufreißdeckel wurden zunächst vor allem aus Aluminium gefertigt, seit den 1980er Jahren hat sich hier Stahl durchgesetzt.

## Trivia
1862 wurde in Krakau „eine mit Pulver gefüllte und mit Spagat zusammengebundene Konservenbüchse“ zum Bau einer Bombe benutzt. Die Petarde kam in der Nähe des alten Rathausturmes zur Explosion. Als Täter vermutete man Gymnasialschüler, die zuvor ein Feuerwerk abgebrannt hatten und so in den Besitz einer größeren Menge Schwarzpulver gekommen waren.
Hobokocher, benannt nach den Hobos, nordamerikanischen Wanderarbeitern, sind mit geringsten Mitteln von Hand hergestellte mobile Kocher. In der einfachsten Variante bestehen sie nur aus einer leeren, bearbeiteten Konservendose, die als Brennkammer und Topfständer dient.